# Panzeria hyalinata
Panzeria hyalinata är en tvåvingeart som beskrevs av Robineau-desvoidy 1863. Panzeria hyalinata ingår i släktet Panzeria och familjen parasitflugor.
Artens utbredningsområde är Frankrike. Inga underarter finns listade i Catalogue of Life.